# Кречун, Владимир Козьмович
Владимир Козьмович Кречун (10.01.1922 — ?) — бригадир колхоза «Победа Октября» Единецкого района Молдавской ССР, Герой Социалистического Труда (30.04.1966).
Родился 10.01.1922 в селе Шофрынканы Бельцкого уезда, ныне Единецкий район Молдавии (в 1940—1959 гг. Братушанский район Молдавской ССР).
После освобождения села от румынской оккупации был призван в Советскую Армию, служил с 16.04.1944 по 08.05.1947. Участник Великой Отечественной войны, воевал в составе 160 запасного стрелкового полка 8 запасной стрелковой дивизии.
После демобилизации вернулся в родное село, работал в колхозе «Победа Октября» («Бируинца луй Октомбрие»), с 1949 года до выхода на пенсию в 1982 году — бригадир садоводческой бригады.
В 1963—1965 годах в среднем за год в его бригаде получено с каждого гектара по 90 центнеров фруктов и 80 центнеров винограда.
За это достижение Указом Президиума Верховного Совета СССР от 30.04.1966 присвоено звание Героя Социалистического Труда с вручением ордена ленина и золотой медали «Серп и Молот».